# Vadda Ghallughara
Vadda Ghallughara (ou Wadda Ghallughara) est le terme qui désigne un massacre subi par le peuple sikh qui a eu lieu au XVIIIe siècle. Le terme holocauste est parfois utilisé, du fait qu'entre 20 000 et 50 000 sikhs ont été tués lors de ce carnage. Les mots Vadda Ghallughara signifient « holocauste majeur », en opposition à Chhota Ghallughara, un autre massacre dénommé mineur qui a eu lieu en 1746. 
Le 5 février 1762, en pleine guerre moghole, Zain Khan a attaqué les femmes, les enfants sikhs et les non-combattants à Kup Rahira. Il y eut deux jours de combats, les bataillons sikhs du Dal Khalsa étant présents en sous-effectif face à l'ennemi. Une partie de la bataille fut une guerre de mouvement, des unités militaires sikhes essayant de mettre à l'abri les civils. Cependant, malgré la volonté des Moghols d'éradiquer les Sikhs, quelque temps plus tard, les Sikhs reformèrent une armée, et la guerre continua. Au XXe siècle, le terme « Ghallughara » a été utilisé pour désigner des combats meurtriers qu'ont eu à réaliser des Sikhs.